# Stor laxskivling
Stor laxskivling (Laccaria proxima) är en svampart som först beskrevs av Jean Louis Emile Boudier, och fick sitt nu gällande namn av Narcisse Theophile Patouillard 1887. Stor laxskivling ingår i släktet Laccaria och familjen Hydnangiaceae.  Arten är reproducerande i Sverige. Inga underarter finns listade i Catalogue of Life.

## Källor

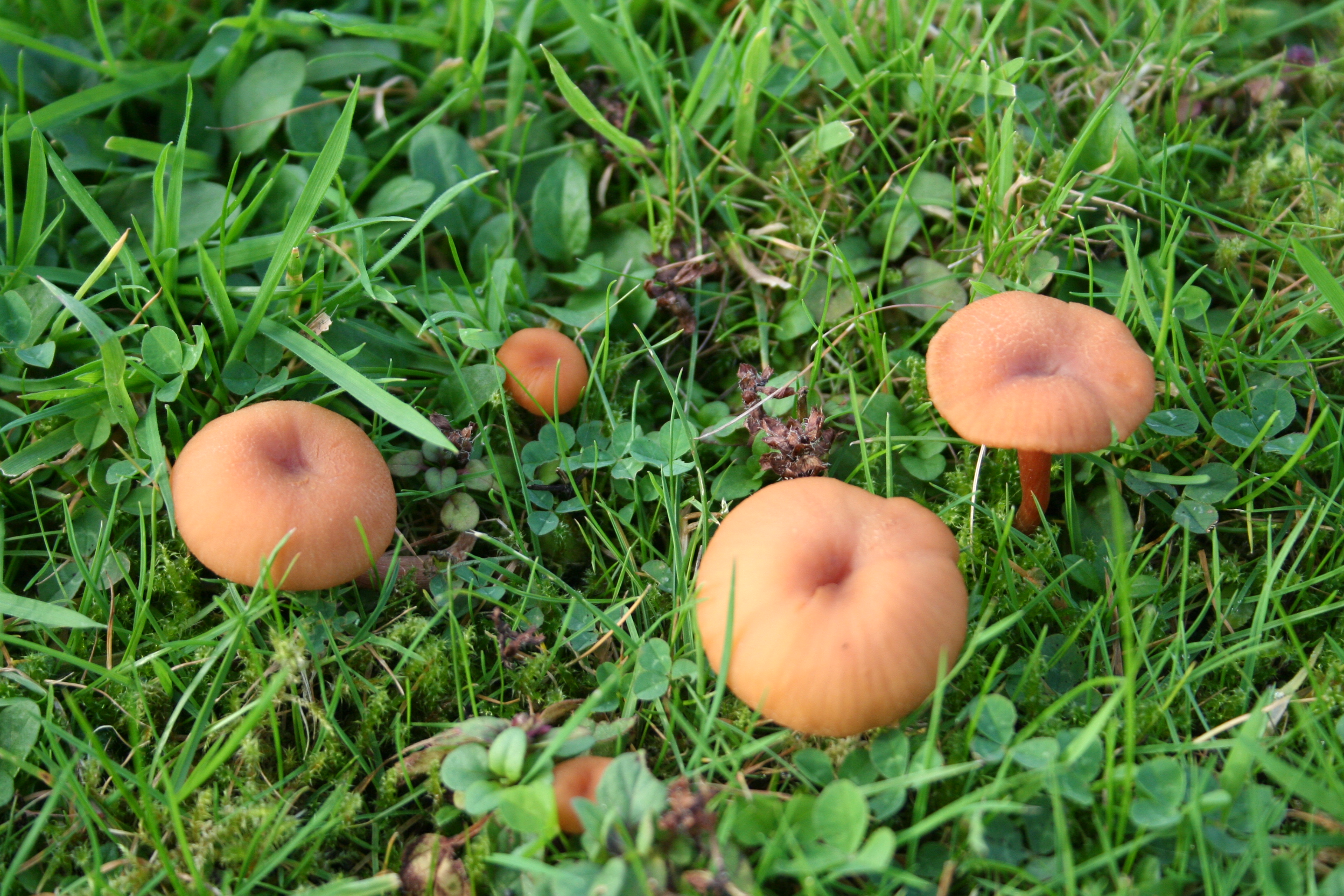
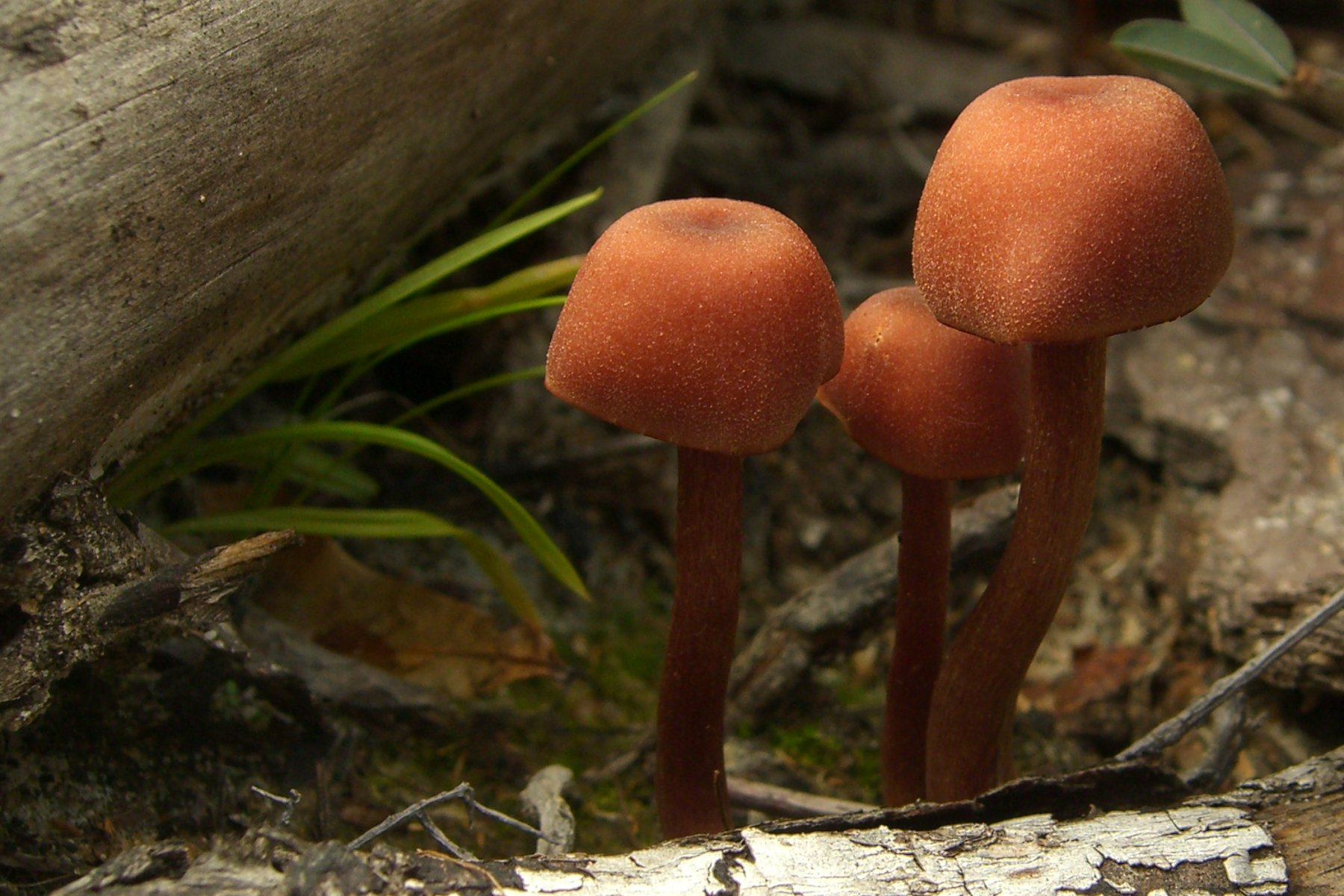
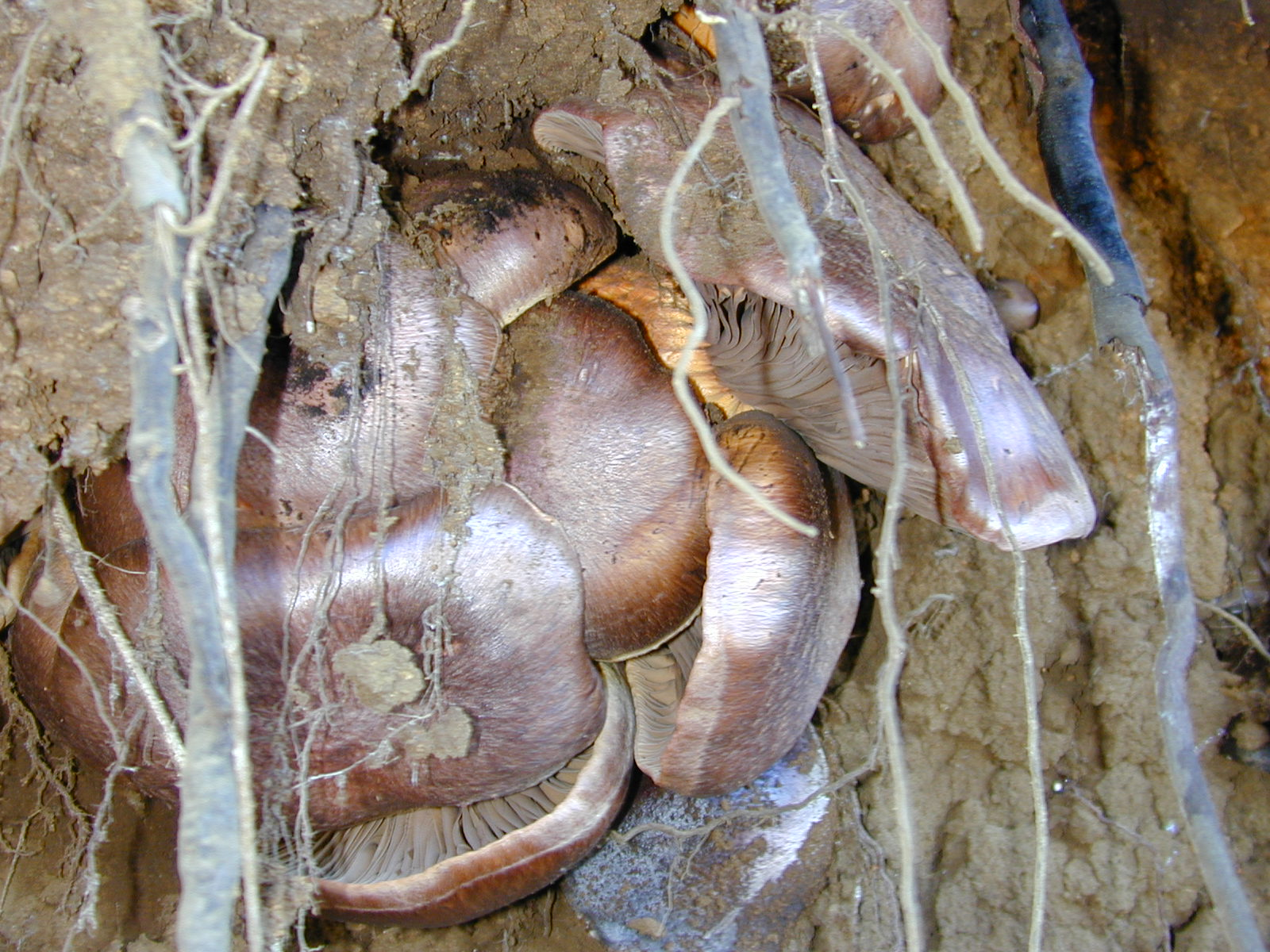
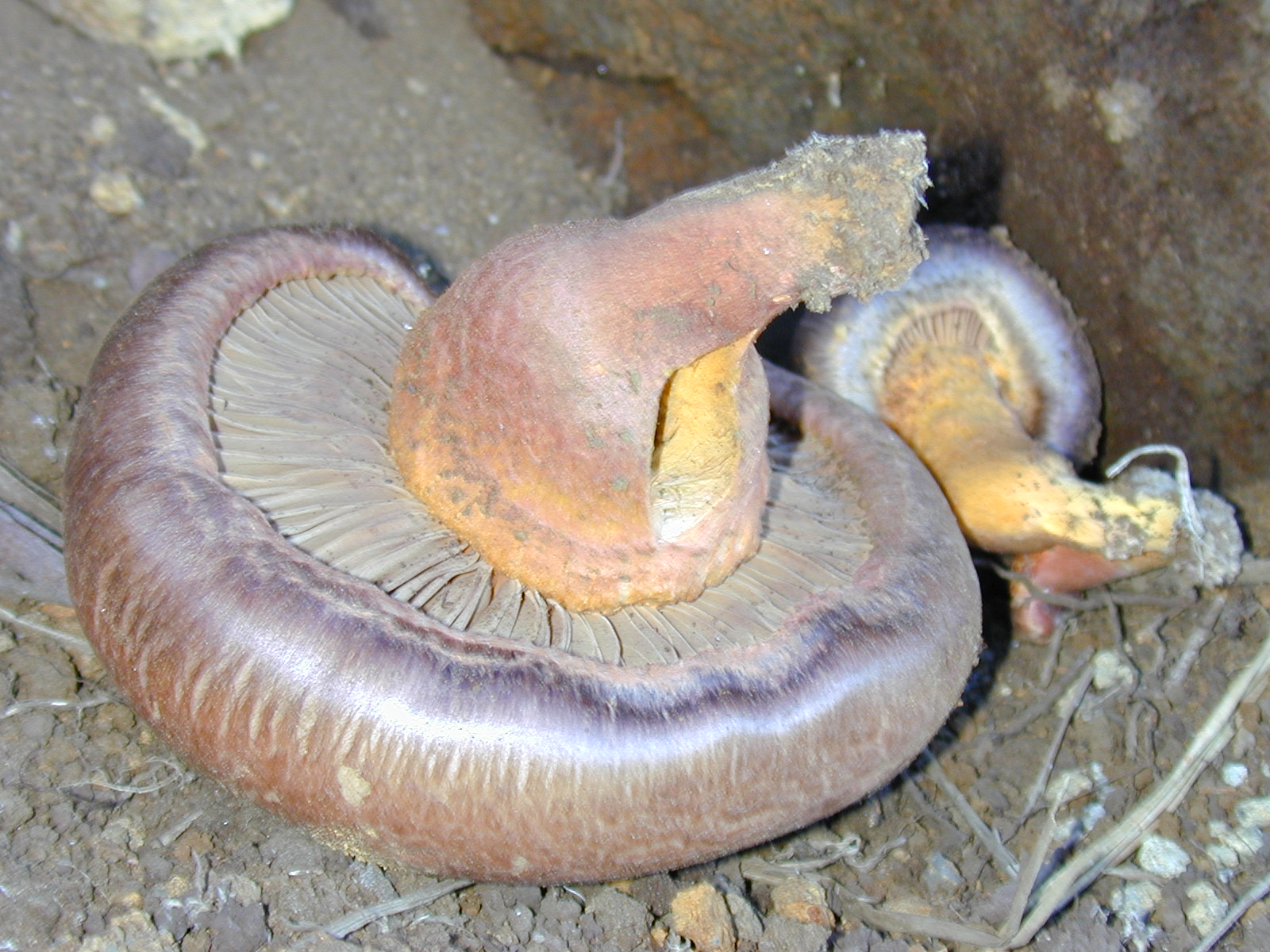